# Récompenses des Rockets de Houston
Les Rockets de Houston sont une franchise de basket-ball américaine évoluant dans la National Basketball Association. Cet article regroupe l'ensemble des récompenses des Rockets de Houston durant les saisons NBA.

## Titres de l'équipe

### Champion NBA
Les Rockets ont remporté 2 titres NBA : 1994, 1995.

### Champion de conférence
Ils ont remporté 4 titres de champion de la Conférence Ouest : 1981, 1986, 1994, 1995.

### Champion de division
Les Rockets ont été 9 fois champion de leur division : 1977, 1986, 1993, 1994, 2015, 2018, 2019, 2020 et 2025.
Ces 9 titres sont répartis en un titre de la division Centrale, 3 titres de la division Midwest et 5 titres de la division Sud-Ouest.

## Titres individuels

### MVP
- Moses Malone (x2) – 1979, 1982
- Hakeem Olajuwon – 1994
- James Harden – 2018

### MVP des Finales
- Hakeem Olajuwon (x2) – 1994, 1995

### Défenseur de l'année
- Hakeem Olajuwon (x2) – 1993, 1994

### Rookie de l'année
- Ralph Sampson – 1984
- Steve Francis – 2000

### 6ème homme de l'année
- Eric Gordon – 2017

### Meilleure progression de l'année
- Aaron Brooks – 2010

### Entraîneur de l'année
- Tom Nissalke – 1977
- Don Chaney – 1991
- Mike D'Antoni – 2017

### Exécutif de l'année
- Ray Patterson – 1977
- Daryl Morey – 2018

### J. Walter Kennedy Citizenship Award
- Calvin Murphy – 1979
- Dikembe Mutombo – 2009

### NBA Hustle Award
- Patrick Beverley – 2017

## Hall of Fame

### Joueurs
12 hommes ayant joué aux Rockets principalement, ou de façon significative pendant leur carrière ont été introduits au Basketball Hall of Fame (également appelé Naismith Memorial Basketball Hall of Fame).
| Joueur          | Activité aux Rockets | Activité aux Rockets | Hall of Fame        |
| Joueur          | Années               | Titres avec Houston  | Année intronisation |
| --------------- | -------------------- | -------------------- | ------------------- |
| Rick Barry      | 1978–1980            | 0                    | 1987                |
| Elvin Hayes     | 1968–1972 1981–1984  | 0                    | 1990                |
| Calvin Murphy   | 1970–1983            | 0                    | 1993                |
| Moses Malone    | 1976–1982            | 0                    | 2001                |
| Clyde Drexler   | 1995–1998            | 1                    | 2004                |
| Charles Barkley | 1996–2000            | 0                    | 2006                |
| Hakeem Olajuwon | 1984–2001            | 2                    | 2008                |
| Scottie Pippen  | 1998–1999            | 0                    | 2010                |
| Ralph Sampson   | 1983–1987            | 0                    | 2012                |
| Dikembe Mutombo | 2004–2009            | 0                    | 2015                |
| Yao Ming        | 2002–2011            | 0                    | 2016                |
| Tracy McGrady   | 2004–2010            | 0                    | 2017                |

### Entraineurs, managers et contributeurs
| Personnalité     | Activité aux Rockets | Activité aux Rockets | Activité aux Rockets | Hall of Fame        | Hall of Fame |
| Personnalité     | Années               | Titres avec Houston  | Fonction             | Année intronisation | Qualité      |
| ---------------- | -------------------- | -------------------- | -------------------- | ------------------- | ------------ |
| Pete Newell      | 1968–1971            | 0                    | manager général      | 1979                | contributeur |
| Alex Hannum      | 1969–1971            | 0                    | entraîneur           | 1998                | entraîneur   |
| Tex Winter       | 1971–1973            | 0                    | entraîneur           | 2011                | entraîneur   |
| Bill Fitch       | 1983–1988            | 0                    | entraîneur           | 2019                | entraîneur   |
| Rudy Tomjanovich | 1992–2003            | 2                    | entraîneur           | 2020                | entraîneur   |
| Rick Adelman     | 1968-1970 2007–2011  | 0                    | joueur entraîneur    | 2021                | entraîneur   |

## Maillots retirés
Les maillots retirés de la franchise des Rockets sont les suivants :
- 11 - Yao Ming
- 22 - Clyde Drexler
- 23 - Calvin Murphy
- 24 - Moses Malone
- 34 - Hakeem Olajuwon
- 45 - Rudy Tomjanovich

## Récompenses du All-Star Week-End

### Sélections au All-Star Game
Liste des joueurs sélectionnés pour le All-Star Game, en tant que joueur des Rockets de Houston :
- Don Kojis (x2) – 1968, 1969
- Elvin Hayes (x4) – 1969, 1970, 1971, 1972
- Jack Marin – 1973
- Rudy Tomjanovich (x5) – 1974, 1975, 1976, 1977, 1979
- Moses Malone (x5) – 1978, 1979, 1980, 1981, 1982
- Calvin Murphy – 1979
- Ralph Sampson (x4) – 1984, 1985, 1986, 1987
- Hakeem Olajuwon (x12) – 1985, 1986, 1987, 1988, 1989, 1990, 1992, 1993, 1994, 1995, 1996, 1997
- Otis Thorpe – 1992
- Charles Barkley – 1997
- Clyde Drexler (x2) – 1996, 1997
- Steve Francis (x3) – 2002, 2003, 2004
- Yao Ming (x8) – 2003, 2004, 2005, 2006, 2007, 2008, 2009, 2011
- Tracy McGrady (x3) – 2005, 2006, 2007
- James Harden (x8) – 2013, 2014, 2015, 2016, 2017, 2018, 2019, 2020
- Dwight Howard – 2014
- Russell Westbrook – 2020
- Alperen Şengün – 2025

### MVP du All-Star Game
- Ralph Sampson – 1985

### Entraîneur au All-Star Game
- Rudy Tomjanovich – 1997
- Mike D'Antoni – 2018

### Vainqueur du concours à 3 points
- Eric Gordon – 2017

### Vainqueur du Skills Challenge
- Patrick Beverley — 2015

## Distinctions en fin d'année

### All-NBA Team

#### All-NBA First Team
- Moses Malone (x2) – 1979, 1982
- Hakeem Olajuwon (x6) – 1987, 1988, 1989, 1993, 1994, 1997
- James Harden (x6) – 2014, 2015, 2017, 2018, 2019, 2020

#### All-NBA Second Team
- Moses Malone (x2) – 1980, 1981
- Ralph Sampson – 1985
- Hakeem Olajuwon (x3) – 1986, 1990, 1996
- Yao Ming (x2) – 2007, 2009
- Tracy McGrady – 2007
- Dwight Howard – 2014

#### All-NBA Third Team
- Hakeem Olajuwon (x3) – 1991, 1995, 1999
- Clyde Drexler – 1995
- Yao Ming (x3) – 2004, 2006, 2008
- Tracy McGrady (x2) – 2005, 2008
- James Harden – 2013
- Russell Westbrook – 2020

### NBA All-Rookie Team

#### NBA All-Rookie First Team
- Elvin Hayes – 1969
- Calvin Murphy – 1971
- Joe Meriweather – 1976
- John Lucas – 1977
- Ralph Sampson – 1984
- Hakeem Olajuwon – 1985
- Steve Francis – 2000
- Yao Ming – 2003
- Luis Scola – 2008
- Jae'Sean Tate – 2021
- Jalen Green – 2022

#### NBA All-Rookie Second Team
- Robert Horry – 1993
- Matt Maloney – 1997
- Cuttino Mobley – 1999
- Michael Dickerson – 1999
- Eddie Griffin – 2002
- Luther Head – 2006
- Carl Landry – 2008
- Chandler Parsons – 2012
- Tari Eason – 2023
- Jabari Smith Jr. – 2023
- Amen Thompson – 2024

### NBA All-Defensive Team

#### NBA All-Defensive First Team
- Hakeem Olajuwon (x5) – 1987, 1988, 1990, 1993, 1994
- Rodney McCray – 1988
- Scottie Pippen – 1999
- Patrick Beverley – 2017
- Amen Thompson – 2025

#### NBA All-Defensive Second Team
- Moses Malone – 1979
- Hakeem Olajuwon (x4) – 1985, 1991, 1996, 1997
- Rodney McCray – 1987
- Shane Battier (x2) – 2008, 2009
- Ron Artest – 2009
- Patrick Beverley – 2014